# Gündoğdu, Mustafakemalpaşa
Gündoğdu là một xã thuộc huyện Mustafakemalpaşa, tỉnh Bursa, Thổ Nhĩ Kỳ. Dân số thời điểm năm 2011 là 209 người.